# Mary T. Meagher
Mary Terstegge Meagher (* 27. Oktober 1964 in Louisville) ist eine ehemalige US-amerikanische Schwimmerin.
Mary T. Meagher war eine der besten Schmetterlingschwimmerinnen ihrer Zeit. Im Alter von 14 Jahren stellte sie 1979 ihre ersten Weltrekorde auf. Sie galt damit als Favoritin für die Olympischen Spiele 1980 in Moskau, an denen sie wegen des Olympiaboykotts der USA nicht teilnehmen konnte. Die ersten Olympiasiege holte sie bei den Olympischen Spielen 1984 in Los Angeles. Sie gewann die 100 und 200 m Schmetterling und sicherte sich mit der amerikanischen 4 × 100-m-Lagenstaffel ihre dritte Goldmedaille. Bei den Olympischen Spielen 1988 in Seoul gewann sie eine Bronzemedaille über 200 m Schmetterling.
Anfang der 1980er Jahre errang sie einige Weltrekorde. Im August 1981 stellte sie über 100 m Schmetterling mit 57,93 Sekunden und über 200 m Schmetterling mit 2:05,96 Minuten zwei Weltrekorde auf, die mit dem Weitsprungweltrekord von Bob Beamon verglichen wurden und für die Ewigkeit schienen. Erst 1999 konnte Jenny Thompson den Rekord über 100 m brechen und Susie O’Neill am 17. Mai 2000 im darauffolgenden Jahr den über 200 m. In der ewigen Rangliste über diese Distanz steht sie immer noch weit oben. Nach O’Neill waren nur die aktuelle Weltrekordlerin Jessicah Schipper und Otylia Jędrzejczak schneller.
Im Jahr 1993 wurde sie in die Ruhmeshalle des internationalen Schwimmsports aufgenommen. Mary T. Meagher heiratete nach ihrer Karriere den Speedskater Mike Plant und lebt heute in Peachtree City, Georgia. Eine ihrer Schwestern ist die Politikerin Anne Northup.

## Auszeichnungen
- 1979: Weltsportlerin des Jahres (La Gazzetta dello Sport)
- 1993: Aufnahme in die Ruhmeshalle des internationalen Schwimmsports